# Tanjung Genting (Air Besi)
Tanjung Genting is een bestuurslaag in het regentschap Bengkulu Utara van de provincie Bengkulu, Indonesië. Tanjung Genting telt 371 inwoners (volkstelling 2010).